# Шеталин, Василий Вячеславович
Василий Вячеславович Шеталин (18 июля 1982, Уфа) — российский и белорусский биатлонист, участник чемпионата и Кубка мира, чемпион и призёр чемпионата России. Мастер спорта России (2005).

## Биография
Занимался биатлоном в СДЮШОР г. Уфы, также выступал за ВФСО «Динамо». Первый тренер — В. В. Малинский, позднее тренировался у В. А. Никитина.
На юниорском уровне не принимал участия в крупных международных соревнованиях.
В 2006 году участвовал в чемпионате мира по летнему биатлону в Ханты-Мансийске, лучшим результатом стало 14-е место в масс-старте.
В сезоне 2007/08 перешёл в сборную Беларуси. В её составе дебютировал на Кубке IBU на этапе в Гейло, заняв 13-е место в спринте. Во второй гонке этого этапа, тоже спринте, показал лучший результат в карьере на Кубке IBU, заняв третье место. В том же сезоне 2007/08 дебютировал на Кубке мира, всего принял участие в шести личных гонках. Лучший результат — 45-е место в гонке преследования на этапе в Пхёнчане.
В составе сборной Беларуси принимал участие в чемпионате мира 2008 года в Эстерсунде, где занял 74-е место в спринте, и в чемпионате Европы 2008 года в Нове-Место, где был 54-м в индивидуальной гонке.
По окончании сезона 2007/08 вернулся в Россию. В следующие два сезона в составе российской команды принимал участие в гонках Кубка IBU, но без особого успеха. Лучший результат в этот период — 14-е место в спринте на этапе в От-Морьенне в сезоне 2009/10.
На уровне чемпионата России становился победителем в эстафете в 2013 году, выигрывал серебро в эстафете и в командной гонке в 2013 году. Выигрывал медали чемпионата России по летнему биатлону.
Завершил спортивную карьеру в 2014 году. Имеет звание арбитра соревнований по биатлону второй категории.

## Личная жизнь
Окончил Башкирский государственный университет (ныне Уфимский университет науки и технологий).
Супруга Елена (дев. Мулюкина) — мастер спорта по биатлону. Есть дочь и сын.